# Ether (Nas)
Ether è un brano musicale del rapper statunitense Nas, pubblicato il 4 dicembre 2001 come seconda traccia del suo quarto album in studio Stillmatic. Il brano è un dissing verso Jay-Z, in risposta a Takeover, diss track di quest'ultimo che mira a Nas stesso e a Prodigy dei Mobb Deep, frequente collaboratore di Nas.

## Descrizione
(Ether, Nas)
In Ether Nas risponde a Jay-Z per le rime e pone simbolicamente fine alla faida pubblicando uno dei dissing più apprezzati della storia hip hop. Il pezzo contiene numerosi insulti diretti a Jay-Z: «When these streets keep calling, heard it when I was asleep/ That this Gay-Z and Cock-A-Fella Records wanted beef», «Then you got the nerve to say that you're better than Big/ Dick-suckin' lips, why don't you let the late great veteran live», «You a dick-ridin' faggot, you love the attention/ Queens niggas run you niggas, ask Russell Simmons» e «Put it together/ I rock hos; y'all rock fellas».
Nas attacca la credibilità "da strada" di Jay-Z, affermando: «In '88, you was gettin' chased to your buildin'/ Callin' my crib, and I ain't even give you my numbers/ All I did was give you a style for you to run with.» Egli inoltre accusa Jay di essersi "svenduto": «Y'all niggas deal with emotions like bitches/ What's sad is I love you cause you're my brother, you traded your soul for riches.», e persino di avere copiato KRS-One per il titolo dell'album The Blueprint,  simile a quello di un disco dei Boogie Down Productions, Ghetto Music: The Blueprint of Hip Hop. Infine, critica l'utilizzo delle influenze di altri rapper per accrescere la propria fama, accusando Jay-Z di rubare rime a Notorious B.I.G. e citando come la presenza di Eminem in Renegade (traccia inclusa in The Blueprint) abbia oscurato la sua nella canzone. L'introduzione di Ether parte con il rumore di spari campionati da Who Shot Ya? di Biggie, immediatamente seguiti dalla voce distorta di 2Pac che dice: «Fuck Jay-Z», originariamente tratta dalla canzone Fuck Friendz.
In un'intervista con This is 50, Large Professor disse che la versione originale di Ether era stata prodotta da Swizz Beatz e conteneva un testo ancora più violento e offensivo.

## Eredità
Ether è citato come un brano diss «classico» e uno dei  più duri  e feroci mai scritti nella storia del rap.
Poco dopo la pubblicazione della canzone, la parola «ether» ("etere" in italiano) entra nella terminologia hip hop come sinonimo di spietatezza, col significato di umiliare pesantemente un avversario.
Inoltre, la canzone aiuta a rendere popolare il termine «stan» come peggiorativo (derivato dalla hit del 2000 di Eminem, che indica un fan ossessivo).
Il brano è spesso citato e/o campionato da altri rapper nella realizzazione dei dissing.